# Kanton Montataire
Montataire is een kanton van het Franse departement Oise. Het kanton maakt deel uit van het arrondissement Senlis.

## Gemeenten
Het kanton Montataire omvatte tot 2014 de volgende gemeenten:
- Blaincourt-lès-Précy
- Cramoisy
- Maysel
- Mello
- Montataire (hoofdplaats)
- Précy-sur-Oise
- Saint-Leu-d'Esserent
- Saint-Vaast-lès-Mello
- Thiverny
- Villers-sous-Saint-Leu

De herindeling van de kantons bij toepassing van het decreet van 20 februari 2014, met uitwerking in maart 2015, breidde het kanton uit tot volgende 15 gemeenten : 
- Balagny-sur-Thérain
- Blaincourt-lès-Précy
- Cires-lès-Mello
- Cramoisy
- Foulangues
- Maysel
- Mello
- Montataire
- Précy-sur-Oise
- Rousseloy
- Saint-Leu-d'Esserent
- Saint-Vaast-lès-Mello
- Thiverny
- Ully-Saint-Georges
- Villers-sous-Saint-Leu